# Wilhelm Pielot
Wilhelm Pielot (ur. 24 czerwca 1935 w Miechowicach, zm. 31 lipca 1965 w Sydney) – polski piłkarz grający na pozycji napastnika.

## Kariera
Urodzony w Miechowicach (obecnie dzielnica Bytomia) Wilhelm Pielot karierę piłkarską rozpoczął w 1955 roku w Polonii Bytom, w której zadebiutował 13 marca 1955 roku w meczu wyjazdowym w ramach 1/16 finału Pucharu Polski 1954/1955 z Gwardią Kielce (0:2), natomiast 20 marca 1955 roku w wygranym 1:0 meczu u siebie z Lechią Gdańsk zadebiutował w ekstraklasie. Po spadku klubu z ekstraklasy w sezonie 1955 odszedł z klubu.
W sezonie 1956 reprezentował barwy CWKS Bydgoszcz. Następnie ponownie reprezentował barwy Polonii Bytom (dwukrotne wicemistrzostwo Polski: 1958, 1959) i Zawiszi Bydgoszcz.
Łącznie w ekstraklasie rozegrał 36 meczów, w których zdobył 9 goli.

## Kariera reprezentacyjna
Wilhelm Pielot w 1956 roku zagrał 1 mecz w reprezentacji Polski U-23: 21 lipca 1956 roku w Dessau w zremisowanym 1:1 meczu towarzyskim z reprezentacją NRD U-23, w którym w drugiej połowie zastąpił Jana Górnego.
Rozegrał także 2 nieoficjalne mecze towarzyskie w reprezentacji Polski U-23:
11 lipca 1956 roku na Stadionie Dziesięciolecia w Warszawie z reprezentacją Aleksandrii (1:1) oraz 28 sierpnia 1958 roku na Stadionie Górnika Zabrze w Zabrzu z Górnikiem Zabrze (1:0).

## Statystyki

### Reprezentacyjne
| Reprezentacja | Rok     | Mecze | Gole |
| ------------- | ------- | ----- | ---- |
| Polska U-23   | 1956    | 1     | 0    |
| Łącznie       | Łącznie | 1     | 0    |

| Mecze i gole w reprezentacji | Mecze i gole w reprezentacji | Mecze i gole w reprezentacji | Mecze i gole w reprezentacji | Mecze i gole w reprezentacji | Mecze i gole w reprezentacji | Mecze i gole w reprezentacji |
| Lp.                          | Data                         | Miasto                       | Przeciwnik                   | Wynik                        | Rozgrywki                    | Uwagi                        |
| ---------------------------- | ---------------------------- | ---------------------------- | ---------------------------- | ---------------------------- | ---------------------------- | ---------------------------- |
| 1.                           | 21.07.1956                   | Dessau                       | NRD U-23                     | 1:1                          | Mecz towarzyski              | od 46'                       |

## Sukcesy
Polonia Bytom
- Wicemistrzostwo Polski: 1958, 1959

## Śmierć
Wilhelm Pielot zmarł 24 czerwca 1965 roku w Sydney.